# جیکوب آندکیر
جیکوب آندکیر (به انگلیسی: Jakob Andkjær) (زادهٔ ۷ مهٔ ۱۹۸۵) شناگر اهل دانمارک است.